# Surdoux
Surdoux – miejscowość i gmina we Francji, w regionie Nowa Akwitania, w departamencie Haute-Vienne.
Według danych na rok 1990 gminę zamieszkiwały 34 osoby, a gęstość zaludnienia wynosiła 9 osób/km² (wśród 747 gmin Limousin Surdoux plasuje się na 544. miejscu pod względem liczby ludności, natomiast pod względem powierzchni na miejscu 657.).